# Deute públic

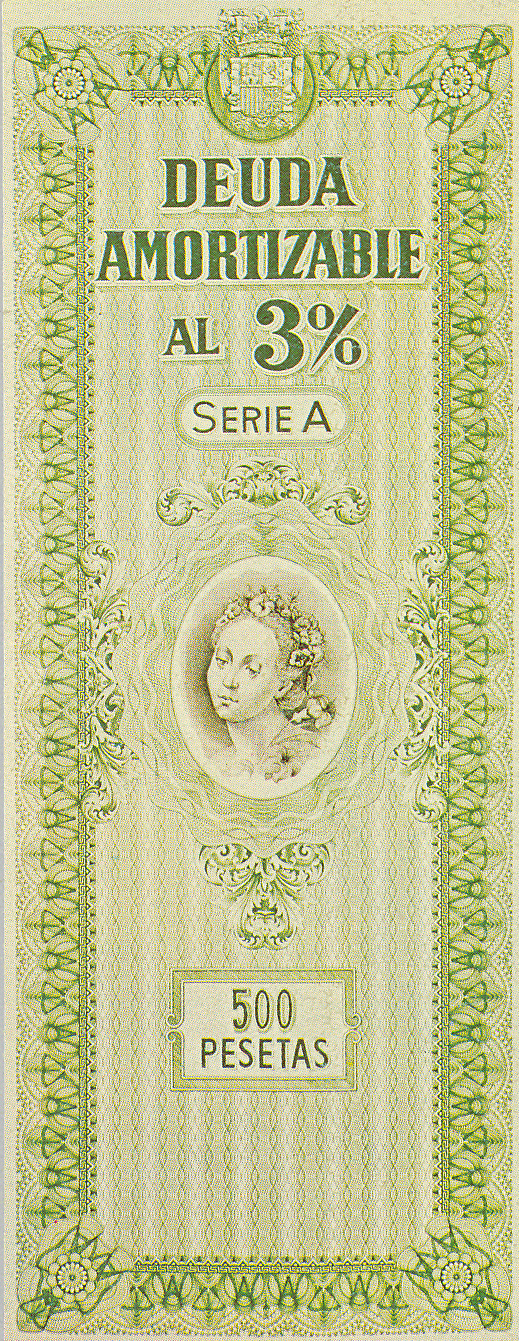
Títol de deute públic d'Espanya

Per deute públic, deute sobirà o bons governamentals (en anglès: Sovereign debt, Government bond) s'entén al conjunt de deutes que manté un estat enfront dels particulars o un altre país. Constitueix una forma d'obtenir recursos financers per l'estat o qualsevol poder públic materialitzada normalment mitjançant emissions de títols de valors. És a més un instrument que usen els estats per a resoldre el problema de la falta puntual de diners, per exemple:
- Quan es necessita un mínim de tresoreria (diners en caixa) per a afrontar els pagaments més immediats.
- Quan es necessita finançar operacions a mitjà i llarg termini, fonamentalment inversions.

## Definició
El deute públic pot definir-se com el conjunt de passius financers que l'Administració Pública té amb el sector privat, bé estigui constituït per persones, empreses o institucions nacionals o estrangeres.

## Naturalesa del deute públic
Per a finançar les seues activitats, el sector públic pot utilitzar essencialment tres mitjans: 
- Impostos i altres recursos ordinaris (preus públics, transferències rebudes, taxes, etc.).
- Creació de diners, mitjançant un procés d'expansió monetària.
- Emissió de deute públic.

Però a més d'això, l'Estat pot utilitzar el deute com a instrument de política econòmica i en aquest cas ha d'utilitzar la política de deute que considera en cada moment més apropiada als fins que persegueix.
El deute públic pot afectar d'una manera més o menys directa, a variables econòmiques de què depén bàsicament el funcionament real de l'economia, com ara l'oferta monetària, el tipus d'interès, l'estalvi i les seves formes de canalització, bé sigui nacional o estranger, etc.

## Classes de deute públic

### Deute real i fictici
Quan el Tresor Públic emet títols de deute pot ser adquirida per bancs privats, particulars i el sector exterior, però també es pot oferir el deute al Banc Central del país. Aquest últim deute es considera fictici, ja que tal banc és un organisme de l'Administració pública i en realitat l'operació de deute equival, fins i tot en els seus efectes monetaris, a una creació solapada de diners.
La distinció entre deute real i fictici té gran importància des del punt de vista de l'estabilitat econòmica.

### Deute a curt, mitjà i llarg termini
Un aspecte que revesteix importància a efectes de la política econòmica és el del termini de duració de l'emprèstit.
- Deute a curt termini, s'emet amb un venciment inferior a un any i sol funcionar com una espècie de lletra de canvi, en aquest cas de l'Estat. A Espanya el deute a curt termini està representat per les Lletres del Tresor. El deute a curt s'ha utilitzat per a cobrir necessitats de tresoreria de l'Estat, els anomenats dèficit de caixa que presenten conjunturalment els pressupostos de l'Estat.
- Deute a mitjà termini que compleix la missió d'aconseguir fons per al finançament de despeses ordinàries. A Espanya compleixen aquest paper els bons de l'Estat.
- Deute a llarg, té la missió de finançar despeses extraordinàries i de dilatada rendibilitat. Dins del llarg termini poden tenir una durada molt variada i fins i tot pot ser de durada il·limitada, donant lloc al deute perpetu. A Espanya estan representats per les obligacions de l'Estat.

### Deute amortitzable i perpetu
L'Estat pot emetre títols de deute amortitzable, en els quals, arribat el moment del venciment, el deute és reembossat al seu titular.
Enfront d'aquest tipus de deute hi ha un model de deute perpetu en què no hi ha venciment del mateix i, per tant, mai és reembossat el principal per l'Estat, a canvi el seu titular cobrarà de manera perpètua els interessos pactats en la seva emissió. Perquè aquest tipus de deute tingui sentit ha d'existir un mercat on es pugui negociar aquest títol. Quan l'Estat desitja amortitzar aquest deute haurà d'acudir al mercat i haurà de comprar-lo al preu a què estigui vigent en aquell moment.

### Deute intern iextern

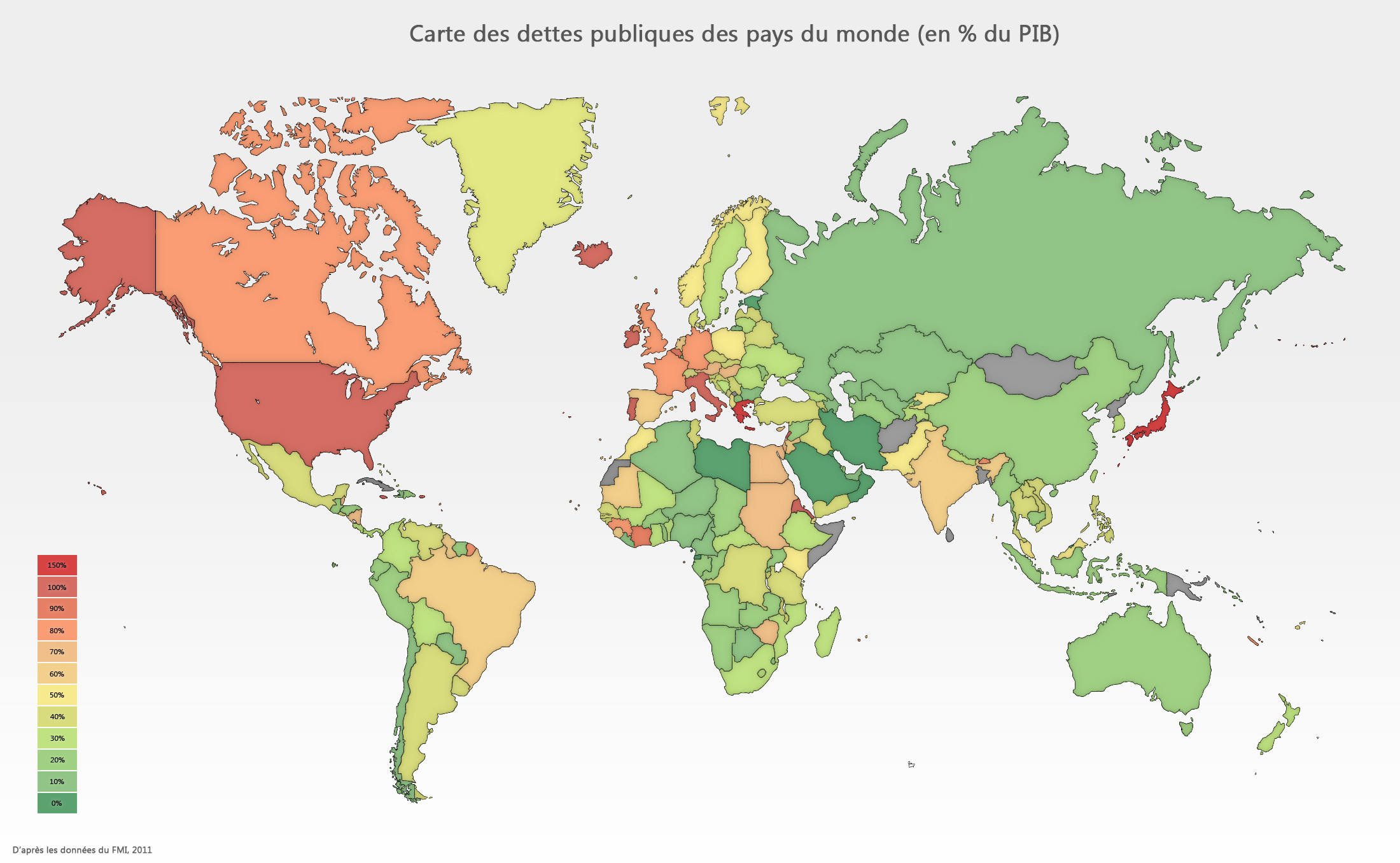
El deute públic de cada estat del món el 2011, expressat com a percentatge del seu producte interior brut

Un dels aspectes que ofereix major importància per les seves repercussions econòmiques, és el de conéixer la nacionalitat del prestatari i en aquest sentit és necessari distingir entre deute intern i extern.
El primer és subscrit per nacionals i tots els seus efectes queden circumscrits a l'àmbit de l'economia interna. El deute extern al contrari, és subscrit per estrangers i això té importants novetats quant als seus aspectes econòmics, tant per a l'economia nacional com per a la d'aquells que subscriuen el deute.
En aquest sentit el deute extern possibilita els fons necessaris sense menyscabament de l'estalvi nacional. Aquests avantatges que ofereix a curt termini el deute extern té la seva contrapartida en el moment de l'amortització del deute, quan serà necessari captar els recursos en el país sense que aquells recursos produeixin una compensació en altres ciutadans interns.

### Deute legítim iil·legítim
Es parla de deute il·legítim a l'incorregut per un règim amb fins que no serveixi als millors interessos de la nació, i que no hauria de ser retornat.

## Política monetària
L'endeutament és un instrument de la política monetària i fiscal dels estats. Gràcies a la compravenda de títols de deute públic, un Estat pot augmentar o reduir la quantitat de diners en circulació:
- Si hi ha inflació, sobra diners en el mercat. L'Estat pot vendre deute públic (canviar títols per diners), per així reduir la quantitat de diners en circulació.
- Si hi ha deflació, l'Estat pot comprar els títols de deute públic (donar diners a canvi d'ells) per aportar més diners al mercat.

A la Unió Europea, atès que la política monetària s'ha cedit al Banc Central Europeu, els Estats tenen límits en la quantitat de deute públic que poden emetre, atès que seria una forma d'interferir en la política monetària comuna.

## El deute públic com a instrument del mercat de valors de renda fixa
Habitualment, els valors de deute són vists com a instruments d'inversió molt confiables, a causa de la gran seguretat de recuperació i als rendiments que generen, perquè -excepte casos excepcionals- els ens públics compleixen les seves obligacions. Pel mateix se'ls considera de baix risc. En tot cas, i depenent de cada país, les agències de rating qualifiquen el risc creditici, que pot ser major o menor, i que serveix de referència als inversors a l'hora d'exigir un major o menor interés.
El deute públic s'estructura a termini fix. Fins al venciment no es recupera la inversió. Per això, als estats els interessa l'existència d'un mercat de valors en el qual es negocien els títols.
D'aquesta manera, si una persona vol recuperar la seva inversió, busca un comprador dels seus títols, que li pagarà una mica més del que a ell li va costar el títol (encara que el preu depén de l'evolució dels tipus d'interés). Això fa molt més atractiu el deute públic per als inversors, en augmentar la liquiditat.
Històricament, els mercats de valors neixen com a negociació de deute privat i posteriorment comencen a negociar deute públic.

## Títols de deute públic a Espanya
Des de l'1 de gener de 1999 tot el deute públic s'emet en euros.

### Lletres del Tresor
- Emeses en subhasta mensualment.
- Termini: 6, 12 i 18 mesos. (En determinades ocasions i per criteris d'oportunitat El Tresor Públic elimina alguns d'aquests terminis)
- Sense retenció fiscal.
- Tributen en l'IRPF al tipus fix del 18%.
- Es poden deduir les despeses relacionades amb la tramitació, adquisició, etc.

Tenen un valor nominal mínim de 1.000 euros i s'emeten al descompte de manera que el comprador (en el mercat primari) d'un d'aquests títols desembossa una quantitat inferior a la dita xifra i al seu venciment recupera 1.000 euros.

### Bons de l'Estat
- Subhasta habitualment una vegada al mes, però no hi ha periodicitat fixa.
- Termini d'amortització: 3 o 5 anys.

### Obligacions de l'Estat
- Subhasta una vegada al mes.
- Termini d'amortització: 10 o 30 anys.

## Deute públic des del punt de vista dels economistes
L'economista David Ricardo digué del deute públic que és "una de les plagues més terribles mai inventades per a afligir a un país". L'economia evolucionà en el temps cap a posicions més amables amb el deute públic.
Thomas Malthus no tenia una opinió tan negativa i Stuart Mill considerà que en determinades circumstàncies els emprèstits públics no tenien conseqüències negatives. Stuart Mill considera que és perjudicial que l'estat recórrega al crèdit si destrueix el capital que d'altra manera podria haver-se empleat per a treballs productius.